# Mariano Torre
Mariano Torre (27 de dezembro de 1977 em Ushuaia, Terra do Fogo) é um ator e cantor argentino.

## Trabalhos na TV
| Ano     | Novela/Unitario             | Papel                      | Canal    |
| ------- | --------------------------- | -------------------------- | -------- |
| 1989    | Mi segunda madre            | Miguel (niño)              | Televisa |
| 1997    | 5 Amigos                    | Silo Gomez del huerto      | Telefe   |
| 1999/00 | Verano del '98              | Ricardo 'Ricky' Serdá      | Telefe   |
| 2001    | Tiempo final                | -                          | Telefe   |
| 2001    | Enamorarte                  | Iván Juárez Sánchez        | Telefe   |
| 2002    | Mil millones                | Iván Lanari                | Canal 13 |
| 2003    | Costumbres argentinas       | Rafael 'Rafa' Rosetti      | Telefe   |
| 2004    | El deseo                    | Pedro                      | Telefe   |
| 2005    | Casados con Hijos           | Santiago                   | Telefe   |
| 2007    | El Capo                     | Tony Manero                | Telefé   |
| 2007    | Televisión por la identidad | Juan Cabandié              | Telefé   |
| 2008    | Aquí no hay quien viva      | Federico                   | Telefe   |
| 2008    | Casi Ángeles                | Juan Cruz                  | Telefé   |
| 2009    | Casi Ángeles                | Camilo Estrella/ Juan Cruz | Telefé   |

## Cinema
| Año  | Pelicula           | Papel         |
| ---- | ------------------ | ------------- |
| 1998 | El juguete rabioso | Silvio Astier |
| 2001 | Contraluz          | Vito          |

## Teatro
- Minetti, dirección de Roberto Villanueva
- Copias (2004), de Caryl Churchil
- Lisandro(2006), de David Viñas
- Arlequín, servidor de dos patrones (2007)
- Ambulancia, una banda de des-generados (2007)
- Casi Ángeles (2009)